# 梅洛韋
梅洛韋（烏克蘭語：Милове），是烏克蘭南部赫爾松州貝里斯拉夫區梅洛韦市镇内的村落及其行政中心。始建於1781年，面積117.4平方公里，海拔高度63米，2001年人口1,071，人口密度每平方公里9.1人。